# Souk El Arousayn
Le souk El Arousayn (arabe : العروسين soit « souk des mariées ») est l'un des souks de la médina de Sfax.

## Histoire
Le souk El Arousayn est à l'origine un quartier résidentiel, avant que les peintres sur bois y installent progressivement leurs ateliers.
Ces artisans fabriquent des coffrets pour bijoux et des articles décoratifs pour les trousseaux des jeunes mariées ; c’est de cette activité que découle la dénomination du souk.

## Localisation
Ce souk se situe actuellement sur le côté oriental de la ruelle Mekka (نهج مكّة).